# Maison Cantacuzène

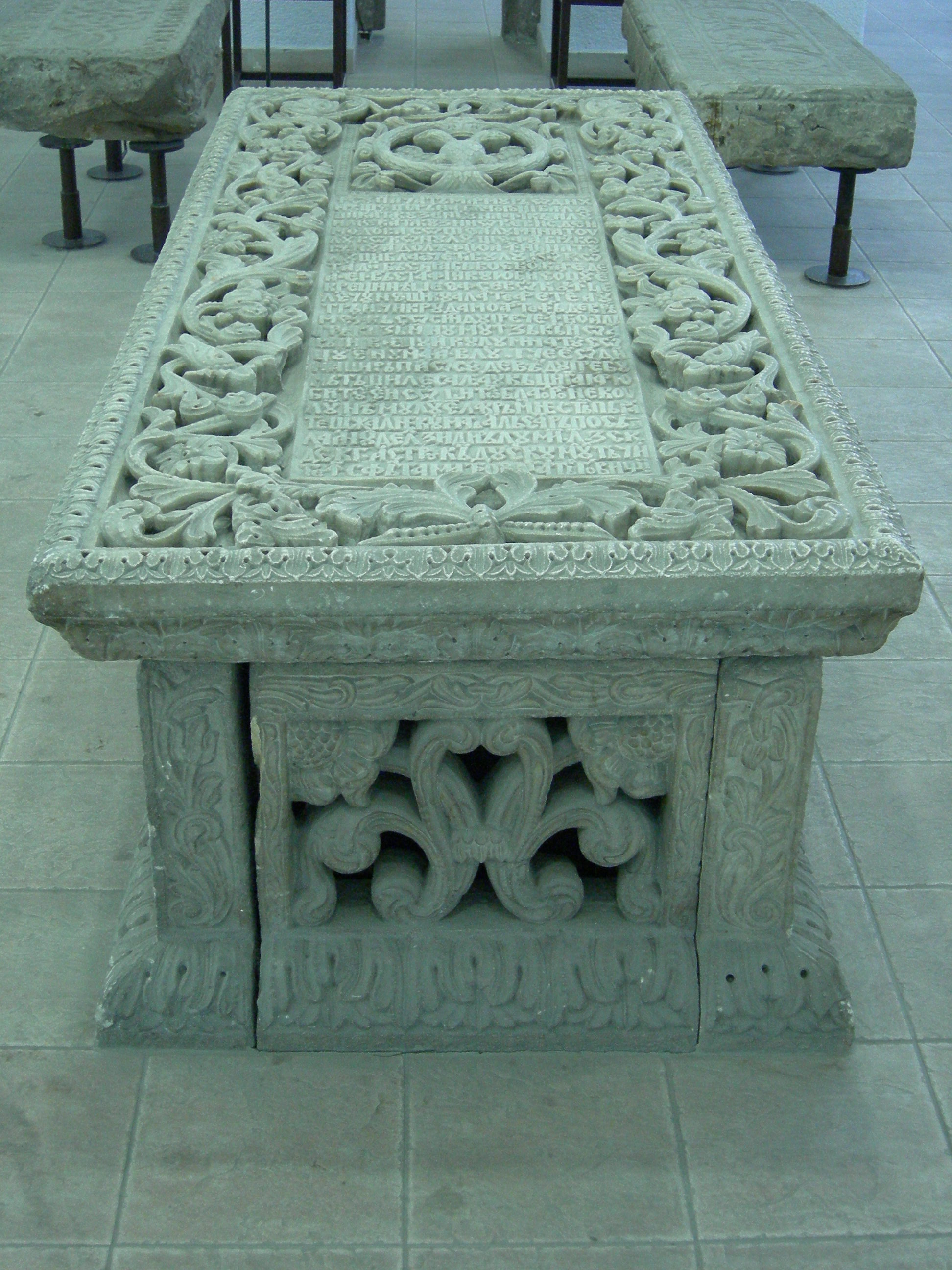
Sarcophage de la princesse Bălașa Cantacuzène fille de Șerban Ier et épouse de Grigore Vlasto au musée national d'histoire de Roumanie.

La maison Cantacuzène  est une famille balkanique d’origine phanariote qui descend peut-être des Cantacuzène de Byzance.

## Historique
Longtemps au service de l’Empire ottoman, elle a donné plusieurs hospodars aux principautés de Moldavie et Valachie, des généraux à la Russie et des universitaires à la France.
L'un d'eux, Démétrius Cantacuzène, hospodar de Moldavie au XVIIe siècle, se fit détester par sa tyrannie. Il accusa d'intelligence avec les Russes le général moldave Constantin Cantemir afin de se défaire de lui. Mais, sa fraude ayant été découverte, il fut expulsé et remplacé par Cantemir lui-même.
D'autres hospodars de Valachie eurent des héritiers dont le rôle fut positif dans l'histoire du pays.

## Généalogie simplifiée
Michel Cantacuzino (Cantacuzène), surnommé par les Turcs « Şeytanoğlu » c'est-à-dire « Fils de Satan », exécuté à Constantinople en 1578. Il serait l'arrière-petit-fils du grand domestique Andronic Cantacuzène décapité par les Ottomans après la prise de Constantinople, ce dernier étant lui-même le petit-fils de Mathieu Cantacuzène.
- Andronic Cantacuzène, grand trésorier de Valachie
  - Toma, Mare Vornic (i.e grand justicier garde des sceaux) en 1638 puis Mare Stolnic (i.e grand maître d’hôtel)
    - Anastasia épouse Ion Racoviță
      - Mihai Racoviță, prince de Moldavie de 1703 à 1705 de 1707 à 1709 et de 1716 à 1726 et prince de Valachie de 1730 à 1731 et de 1741 à 1744.

  - Constantin Cantacuzène, postelic (grand chambellan) de Valachie
    - Draghici né en 1630 mort en 1667, grand échanson en 1660, chef des armées en 1665
      - Parvu I vers 1692 ;
        - Parvu II (1689-1751) ;
          - Ioan mort en 1749 ;
            - Gheorghe (1747-1803) ;
              - Constantin (1793-1877) Caïmacan
              - Grigore (1800-1849) ;
                - Georges Grégoire Cantacuzène (1832-1913), 1er premier ministre roumain.
                  - Grigore Gheorghe Cantacuzino (en) (1872-1930), homme politique roumaine, épouse Alexandrine Cantacuzène (1876-1944), féministe roumaine.

    - Constantin
      - Étienne Cantacuzène, prince de Valachie de 1714 à 1716.

    - Șerban Ier Cantacuzène, prince de Valachie de 1678 à 1688.
      - Gheorge épouse Ruxandra Rosetti, prétendant en 1717 puis grand ban d'Olténie.
      - Cassandra épouse du prince de Moldavie Dimitrie Cantemir.

    - Stanca épouse de Pavel dit Papa Brâncoveanu
      - Constantin II Brâncoveanu, prince de Valachie de 1688 à 1714.
        - Maria épouse de Constantin Duca prince de Moldavie de 1693 à 1695 et de 1700 à 1703.

  - Nc mariée vers 1590 avec Ștefan Ier Surdul, prince de Valachie régnant de 1591 à 1592.
  - Stanca mariée vers 1590 avec Aaron Tiranul prince de Moldavie de 1591 à 1592 et de 1592 à 1595.
  - Iordache
    - Iordache
      - Iordache
        - Constantin
          - Iordache
            - Alexandru
              - Jean Alexandre Cantacuzène, Caïmacan de Moldavie d'octobre 1858 au 5 janvier 1859.
- Dimitrie
  - Mihail
    - Démétrius Cantacuzène, prince de Moldavie de 1673 à 1674, en 1675 et de 1684 à 1685.
      - Cassandra épouse Nicolas Mavrocordato hospodar de Moldavie de 1709 à 1710 et de 1711 à 1715 puis de hospodar de Valachie de 1715 à 1716 et de 1719 à 1730.

## Institut médical
Il existe un Institut « Jean Cantacuzène » de recherche médicale à Bucarest, équivalent roumain de l'Institut Pasteur.